# Avni Pepa
Avni Pepa (Kristiansand, Noruega; 14 de noviembre de 1988) es un futbolista noruego nacionalizado kosovar. Juega como defensor.

## Selección nacional
Ha sido internacional con la Selección de fútbol de Kosovo en 2 ocasiones sin anotar goles.

## Clubes
| Club                          | País     | Año       |
| ----------------------------- | -------- | --------- |
| IK Start                      | Noruega  | 2007-2011 |
| FK Mandalskameratene (cedido) | Noruega  | 2007      |
| Sandnes Ulf                   | Noruega  | 2012-2015 |
| KS Flamurtari Vlorë           | Albania  | 2015      |
| ÍBV                           | Islandia | 2015-2017 |
| Arendal Fotball               | Noruega  | 2017-2021 |